# Marek Wolf
| Odkryte planetoidy: 19 | Odkryte planetoidy: 19 |
| ---------------------- | ---------------------- |
| (8229) Kozelský        | 28 grudnia 1996        |
| (10390) Lenka          | 27 sierpnia 1997       |
| (10395) Jirkahorn      | 23 września 1997       |
| (13390) Bouška         | 18 marca 1999          |
| (24858) Diethelm       | 2 stycznia 1996        |
| (26973) Lála           | 29 września 1997       |
| (27962) 1997 SY1       | 23 września 1997       |
| (27963) Hartkopf       | 25 września 1997       |
| (29455) 1997 SX1       | 23 września 1997       |
| (33040) Pavelmayer     | 28 września 1997       |
| (36174) 1999 SW2       | 23 września 1999       |
| (38271) 1999 RW35      | 12 września 1999       |
| (40444) Palacký        | 12 września 1999       |
| (55933) 1998 FD73      | 30 marca 1998          |
| (155432) 1997 SS2      | 25 września 1997       |
| (157825) 1997 RE8      | 12 września 1997       |
| (193870) 2001 QF154    | 29 sierpnia 2001       |
| (310383) 1995 SM       | 17 września 1995       |
| (455217) 2001 QD154    | 28 sierpnia 2001       |
| 1. 2.                  |                        |

Marek Wolf (ur. 1957) – czeski astronom. W latach 1995–2001 odkrył 19 planetoid (2 samodzielnie oraz 17 wspólnie z innymi astronomami).